# Saarlandweite Coronavirus-Antikörper-Prävalenzstudie
Bei der Saarlandweiten Coronavirus-Antikörper-Prävalenzstudie (kurz SaarCoPS) handelt es sich um eine Antikörperuntersuchung, die an einer großen repräsentativen Stichprobe der erwachsenen Bevölkerung des Saarlandes durchgeführt wird. Damit soll vor allem festgestellt werden, wie stark eine Durchseuchung mit dem SARS-CoV-2-Virus tatsächlich schon stattgefunden hat.

## Hintergrund
Die durch das Coronavirus SARS-CoV-2 verursachte Pandemie betrifft seit März 2020 auch Deutschland stark. Im Saarland wurden seither bei über 4000 Menschen Infektionen mit diesem Virus festgestellt. Man kann jedoch davon ausgehen, dass sehr viel mehr Personen im Saarland bereits eine SARS-CoV-2-Infektion hatten, ohne dass diese diagnostiziert wurde. Diese Dunkelziffer wird vor allem dadurch verursacht, dass es relativ viele Infektionen mit geringen oder gar keinen Krankheitssymptomen gibt. Mit der saarländischen Prävalenz-Studie soll erstmals in einem deutschen Flächenland durch Antikörperuntersuchungen festgestellt werden, wie viele Menschen im Saarland schon Kontakt mit dem Virus hatten. Daraus lassen sich vermutlich viele Erkenntnisse für die weitere Bekämpfung der Pandemie gewinnen, die nicht nur für das Saarland, sondern für die ganze BRD von großer Bedeutung sind. Bisher wurden solche Antikörper-Studien vor allem in Regionen durchgeführt, in denen besonders hohe Infektionszahlen bereits bekannt waren, wie zum Beispiel im Kreis Heinsberg in Nordrhein-Westfalen. Daher können die dort erhobenen Ergebnisse nicht als repräsentativ angesehen werden.

## Ziele der Studie
Das Hauptziel ist die Ermittlung der Prävalenz von SARS-CoV-2-Antikörpern im Blutserum einer repräsentativen Stichprobe der volljährigen saarländischen Bevölkerung. Dadurch können Rückschlüsse auf die tatsächliche Durchseuchung der saarländischen Bevölkerung gezogen werden. Außerdem soll der Prozentsatz latenter Infektionen und die Letalität bei COVID-19 Erkrankungen festgestellt werden. Durch Auswertung von Fragebögen, die an die Studienteilnehmer verschickt wurden, sollen auch noch Faktoren erfasst werden, die das Infektionsrisiko und den Krankheitsverlauf beeinflussen, wie zum Beispiel Alter, Vorerkrankungen und Hygieneverhalten.

## Ablauf
Es wurden zunächst 5000 volljährige Personen im Saarland über das Einwohnermelderegister nach bestimmten Gruppenmerkmalen zufällig ausgewählt und angeschrieben. Je nach Rücklauf werden noch weitere Personen angeschrieben, damit die geplante Teilnehmerzahl von 2300 erreicht wird und die Stichprobe als repräsentativ angesehen werden kann. Die bei den Teilnehmern entnommenen Blutproben werden im Institut für Virologie in Homburg auf verschiedene SARS-CoV-2-Antikörper untersucht. In einer Follow-up-Studie sollen die Teilnehmer innerhalb von 24 Monaten erneut befragt und um eine Blutprobe gebeten werden. Damit kann unter anderem die Dauer einer erworbenen Immunität gegen das Virus untersucht werden.

## Kooperationspartner
Leiterin der Studie ist Sigrun Smola, die Direktorin des Instituts für Virologie am Universitätsklinikum des Saarlandes. Weitere Partner sind das saarländische Ministerium für Soziales, Gesundheit, Frauen und Familie, die Kassenärztliche Vereinigung Saarland, das Krebsregister Saarland, Medizinische Biometrie, Epidemiologie und Medizinische Informatik und das Zentrallabor des Universitätsklinikums.

## Vorläufige Ergebnisse
Die ersten Auswertungen der Antikörperuntersuchungen wurden im September 2020 veröffentlicht. Sie haben gezeigt, dass die Zahl der mit dem Virus infizierten Personen etwa dreimal höher ist als die Zahl der bisher offiziell beim Robert Koch-Institut gemeldeten Fälle. Es liegt also eine hohe Dunkelziffer vor.
Insgesamt haben etwa 1–2 % der saarländischen Bevölkerung bereits Kontakt mit dem Coronavirus gehabt. Die drei verschiedenen Antikörper-Tests, die zum Einsatz kamen, erbrachten recht ähnliche Ergebnisse. Ein kleiner Teil der Infizierten scheint allerdings keine Antikörper gebildet zu haben. Die endgültigen Ergebnisse der Antikörperstudie werden im Spätherbst 2020 erwartet.